# Come si scrive un giallo
Come si scrive un giallo è una raccolta di saggi e articoli scritti da Gilbert Keith Chesterton pubblicati su differenti periodici a partire dal 1900.

## Come si scrive un giallo
Chesterton elabora un saggio su come scrivere un giallo con la piena consapevolezza di non essere mai riuscito a comporne realmente uno. Tuttavia, nonostante abbia fallito diverse volte, lo scrittore, attraverso un’autorità pratica e scientifica, sostiene che esistano degli ideali di scrittura poliziesca, o meglio, principi fondamentali che risiedono alla base di un giallo. Egli, quindi, comincia a pensare alla teoria dei polizieschi enunciando in tre punti la sua tesi.

### Primo principio fondamentale
"Lo scopo di un racconto di mistero, così come ogni racconto e di ogni mistero, non è l'oscurità, bensì la luce"
L'obiettivo autentico di un giallo non è quello di frastornare o di confondere il lettore, ma illuminarlo in maniera tale che ogni porzione successiva di verità giunga come una sorpresa. Imbrogliare le carte, ovvero celare all'interno della narrazione dei momenti "oscuri" che creano un alone di mistero al caso, non deve essere un’attività fine a sé stessa; tutto quello che si scrive serve perché la luce brilli di più, per dare maggior rilievo alla comprensione finale della vicenda. La soluzione, quindi, deve apparire come un fascio di luce in una stanza buia. Purtroppo, la maggior parte dei polizieschi che risultano scadenti, lo sono perché falliscono proprio in questo punto.

### Secondo principio fondamentale
"L'anima della fiction gialla non è la complessità, bensì la semplicità"
Il segreto, che deve valere la pena di essere nascosto, può apparire complesso, ma deve essere semplice e il suo svelamento, che rappresenta il fulcro di questi racconti, può consistere in una sola riga o una battuta. Colui che legge il romanzo deve riuscire a comprendere la spiegazione del mistero, fornita dallo scrittore che è lì presente, in modo facile e raggiungibile.  Alcuni detective letterari, infatti, rendono la soluzione più complicata del mistero stesso e il crimine più complicato della soluzione, confondendo il lettore.

#### Terzo principio fondamentale
"Il fatto o la figura che spiega tutto deve essere un fatto o una figura familiare"
Chesterton spiega che il criminale dovrebbe essere in primo piano, ma non tanto in veste di delinquente, bensì in qualunque altra veste che gli dà comunque il diritto naturale di essere in risalto. Se il lettore scoprisse che il colpevole è un personaggio mai nominato prima, non ci sarebbe sorpresa e rimarrebbe deluso. Gran parte del mestiere e del trucco nello scrivere storie di mistero consiste nel trovare una ragione convincente, ma fuorviante, per la preminenza del criminale, al di là della sua legittima attività di commettere il crimine. Molti misteri, infatti, sbagliano perché lo lasciano in sospeso nella storia, senza dargli un reale contesto. L’arte della narrazione consiste proprio nel convincere il lettore, per un certo tempo, non solo che il personaggio potrebbe essere arrivato sul posto senza alcuna intenzione di commettere un reato, ma che l’autore lo ha messo lì con un’intenzione che non è criminosa.

## Errori a proposito di gialli
In questo articolo pubblicato sulla rivista The Illustrated London News, nell'agosto 1928, Chesterton si propone di analizzare gli errori più comuni che gli scrittori di polizieschi commettono. Innanzitutto chiarisce come, nel romanzo poliziesco, la “divisione del lavoro” fra scrittore e lettore sia fortemente definita, e che il compito più difficile sia quello del lettore; specifica però che questa divisione è insita nella natura del romanzo poliziesco; del resto, se lo si scrive non lo si può leggere. Entrando nello specifico della questione, individua il problema maggiore nell’idea che l’obiettivo principale del romanziere poliziesco sia quello di sconcertare il lettore. Molte storie si basano esclusivamente sul principio di ostacolare l’informazione per mezzo di un incidente (in questo modo è semplice produrre storie a profusione); questo però non è realmente eccitante: le persone non possono essere eccitate se non per qualcosa; e in questa fase di ignoranza il lettore non ha nulla di cui essere eccitato. La gente è entusiasta di sapere qualcosa, e in base a questo principio non sa nulla. Il vero oggetto di un giallo intelligente non è quello di sconcertare il lettore, ma di illuminarlo; ma di illuminarlo in modo tale che ogni porzione successiva della verità sia una sorpresa. Poi c’è anche l’errore comune di rendere tutti i personaggi statici e bi-dimensionali, non tanto perché l’autore non è in grado di produrre nulla di meglio, ma perché crede che siano sprecati per un prodotto non realistico. Ma ciò è fatale per la storia: non possiamo essere sconvolti per la morte di un personaggio che non è mai sembrato realmente vivo. A sostegno di questa tesi fa l’esempio delle conversazioni comiche fra Sherlock Holmes e Watson, che sono il vero elemento di successo dei romanzi di Doyle, più che i casi e la loro risoluzione. Inoltre analizza il successo dello spettacolo teatrale ispirato al romanzo Il mistero della camera gialla: benché le due cose in astratto siano quasi antagoniste, infatti i due metodi “occultamento” sono opposti, perché lo spettacolo dipende da ciò che il pubblico conosce, non da ciò che il pubblico ignora. Nel giallo è l’eroe (o il cattivo) che sa, e l’estraneo che viene ingannato. Nella rappresentazione teatrale è l’estraneo (o spettatore) che sa, e l’eroe che viene ingannato. L’uno tiene un segreto agli attori e l’altro al pubblico. Tuttavia, quest’adattamento è uno di quei casi in cui l’operazione è stata di successo.

## Il giallo ideale
In The Ideal Detective Story, G. K. Chesterton si pone una domanda iniziale: "Shakespeare ha scritto il giallo ideale?". A proposito dei rinnovamenti sul dibattito del problema, cita padre Ronald Knox, autore del decalogo sulla scrittura del romanzo poliziesco, e Carolyn Wells, autrice di Vicky Van. Parlando dei romanzi gialli, Chesterton afferma che i racconti di questo tipo siano generalmente leggeri, ma sensazionali, per certi versi però superficiali, affermando di conoscerli molto bene, avendone egli stesso scritti molti. Parla del romanzo giallo come ideale, perché egli stesso non lo potrebbe scrivere. Afferma inoltre che una storia simile, per quanto sensazionale, non deve essere mai superficiale, riuscendo ad avere comunque uno shock sensazionale alla fine del romanzo. Proseguendo, Chesterton scrive che il lettore è felice solo se si sente uno sciocco durante la lettura del giallo. Per lui è importante l'ordine in cui le cose vengono menzionate nel racconto, non tanto la natura delle cose stesse. L'essenza del racconto di mistero sta nel fatto che ci troviamo improvvisamente di fronte a una verità insospettata, ma che vediamo essere vera. Parlando dei personaggi, l'autore scrive che l'eroe può rivelarsi cattivo, come il cattivo può essere invece l'eroe della vicenda; in qualsiasi caso possiamo trovarci di fronte allo studio delle sottigliezze e delle complessità del carattere umano, anche se spesso nei romanzi polizieschi ci fermiamo all'apparenza. Parlando della natura umana dei personaggi, egli fa anche riferimento alle incoerenze di essa, che provocano shock nei racconti polizieschi. Tornando all'ordine in cui vengono presentati gli eventi nel racconto, Chesterton afferma che il personaggio che non può essere collegato al crimine deve essere presentato per primo. Successivamente verrà presentato il crimine stesso, in contrasto con il primo personaggio e infine la riconciliazione psicologica tra i due. Quando la spiegazione del crimine arriva, dovrà essere convincente per tutti. L'autore cita poi due esempi di personaggi che si comportano con una mostruosa e terribile incoerenza: Tess dei D'Urbervilles e Diana dei Crossways. Nulla vieta agli autori di spiegare le vicende in ordine inverso, in modo che i racconti si aprano con i crimini commessi, per poi arrivare alla loro risoluzione, in modo che vi siano altri sospettati nel corso della narrazione. Si arriva infine a Shakespeare, ricollegandosi alla domanda iniziale lanciata da Chesterton. Alla fine del saggio che stiamo esaminando, cita infatti Otello e Amleto, esempi di due assassini amabili che abbiamo visto macchiarsi di omicidio. In entrambi i casi, se Shakespeare avesse aperto le sue opere con l'omicidio rispettivamente di Desdemona e Polonio, avremmo visto la storia da un altro punto di vista, con Iago e Cassio sospettati nel caso di Otello e Orazio e Laerte nel caso di Amleto. Se quindi l'omicidio fosse stato presentato in apertura di queste due famose tragedie, esse sarebbero viste come il romanzo giallo ideale. La risposta alla domanda iniziale è quindi "no", perché i racconti di Shakespeare non presentano tutte le caratteristiche del romanzo ideale, ma solo alcune.

## In difesa del giallo
In difesa del giallo è un saggio contenuto nella raccolta L'imputato (1901).

## Vicende editoriali
La raccolta comprende l'articolo Il giallo come opera d'arte scritto in realtà da Cecil Chesterton ma apparso sotto la firma di Gilbert Chesterton. Questa scelta dell'editore viene motivata con il fatto che l'articolo scritto dal fratello minore Cecil rispetta il pensiero di Gilbert Chesterton, il quale aveva già espresso i punti del contenuto ne L'imputato.

## Edizioni
- Gilbert Keith Chesterton, Come si scrive un giallo, collana La memoria, Sellerio, 2002,  p. 124, ISBN 978-88-389-1799-8.